# Tina (cantante)
Tina, pseudonimo di Martina Csillaghová (Prešov, 11 marzo 1984), è una cantante slovacca.

## Biografia
Dopo aver ottenuto il diploma di scuola superiore a Košice, Tina è stata accettata per studiare recitazione Banská Bystrica, ma si è ritirata prima di completare il percorso per avviare la sua carriera di cantante. A fine 2004 è uscito il suo album di debutto, intitolato Tina, che le ha fruttato un Grand Prix Radio Award per la migliore artista esordiente in Slovacchia.
Alla fine del 2006 la cantante ha pubblicato il singolo Viem, že povieš áno, che con i suoi oltre sei mesi trascorsi nella top 10 della classifica nazionale (di cui nove settimane al primo posto) è una delle canzoni più trasmesse dalle radio nella storia della Slovacchia. Il singolo ha anticipato l'album Chillin, che ha fruttato a Tina quattro nomination per Artista dell'anno, Album dell'anno, Canzone dell'anno e Video dell'anno.
Nel 2009 è uscito il terzo album di Tina, Veci sa menia, promosso dal Príbeh, che ha raggiunto il secondo posto nella classifica slovacca e la vetta in quella della Repubblica Ceca, diventando il suo più grande successo nel Paese.
Il quarto album, S.E.X.Y., è stato pubblicato a dicembre 2011 ed è stato inaugurato dall'allora Primo ministro slovacco Robert Fico. Sia nel 2011 che nel 2012 il pubblico slovacco l'ha scelta come vincitrice del premio Slávik nella categoria Cantante dell'anno.

## Discografia

### Album in studio
- 2004 – Tina
- 2006 – Chillin
- 2009 – Veci sa menia
- 2011 – S.E.X.Y.

### Album dal vivo
- 2014 – Unplugged

### Raccolte
- 2012 – Best of Tina

### Singoli
- 2006 – Viem, že povieš áno
- 2007 – Blízko teba
- 2007 – Kým ty spíš
- 2008 – Chápeš
- 2009 – Mám chuť na niečo chladené
- 2009 – Príbeh (feat. Rytmus)
- 2011 – Hudba
- 2011 – Si sám
- 2012 – Mám ťa v hlave (feat. Tomi)
- 2012 – Sexxxy (feat. Ego)
- 2012 – Prvýkrát
- 2014 – Ďakujem

## Filmografia

### Cinema
- Lóve, regia di Jakub Kroner (2011)

### Televisione
- Panelák – serie TV (2008)